# Die Männerfeindin
Die Männerfeindin ist eine US-amerikanische Filmkomödie aus dem Jahr 1950 von Edward Buzzell mit Rosalind Russell und Ray Milland in den Hauptrollen. Der Film wurde von Columbia Pictures produziert.

## Handlung
Die College-Dekanin Susan Middlecott lebt zurückgezogen mit ihrer Adoptivtochter Louisa bei ihrem Vater Mark in Benton. Der Astronom Professor Alec Stevenson hat ein Medaillon, das Susan gehört. Er informiert die Publizistin Teddy Evans, dass er das Medaillon Susan zurückgeben möchte. Teddy erfindet eine Romanze zwischen den beiden und schickt die Geschichte an eine Zeitung. Die Veröffentlichung bringt Susan außer Fassung. Sie will nach Boston reisen, wo Alec gerade Vorlesungen hält, um die Geschichte aufzuklären.
Alec ist derweil nach Benton gereist, um das Medaillon an Susan abzuliefern. Da er sie nicht antrifft, reist er zurück nach Boston, zufällig mit dem gleichen Zug, den auch Susan nimmt. Als sie gleichzeitig den Zug verlassen, schießt Teddy ein Foto der beiden. Als Susan Alec endlich erkennt, schlägt sie ihn wütend mit ihrer Handtasche. Dann steigt sie in den Zug zur Rückfahrt, gefolgt von Alec. Im Zug zeigt er Susan das Medaillon. Es wurde ihm während des Krieges in einem Gefangenenlager von einem sterbenden französischen Soldaten, Benoit, gegeben. Susan entgegnet, dass sie Benoit kaum gekannt habe.
Am nächsten Tag erscheint in der Zeitung das Foto, auf dem Susan Alec schlägt. Mark, ein Hobby-Astronom, lässt Alec zu sich kommen, was Susan dazu bringt, mit Louisa zum Landhaus der Familie zu fahren. Sie weiß nicht, dass ihr Vater Alec sein Observatorium zeigen will, das er sich im Landhaus eingerichtet hat. Susan beruhigt sich in der Abgeschiedenheit des Hauses. Sie erzählt Alec, dass sie Louisa während des Krieges in Frankreich adoptiert habe. Alec glaubt, dass sie Benoits Frau war und ihn verlassen hat, im Glauben, er sei ein Deserteur, obwohl er in Wahrheit in einem Gefangenenlager war.
Am nächsten Abend besuchen beide einen College-Ball. Susan versucht, Alec auszuweichen, doch er bittet sie um einen einzigen Tanz. Als ein Fotograf ein Foto von den beiden macht, ist sich Susan sicher, dass dies von Alec arrangiert wurde. Sie lässt sich von einem der Studenten nach Hause bringen. Allerdings kann der Student einem Rennen mit anderen nicht widerstehen, so dass beide später festgenommen werden.
In der Zwischenzeit hat Teddy von Louisa erfahren. Sie erfindet erneut eine Geschichte, in der sie Alec zu Louisas Vater macht. Durch den Skandal sieht Susan ihre Karriere bedroht. Sie will ihren Vorgesetzten die Adoptionsunterlagen zeigen. Um Susan zu helfen, behauptet Alec, er habe sie heimlich geheiratet. Dies behauptet jedoch auch Professor Simone, der schon lange in Susan verliebt ist. Susan wird zum Rücktritt aufgefordert, bis sie die wahren Beziehungen beweisen kann. Susan weigert sich und eilt Alec hinterher. Als sie weg ist, zeigt ihr Vater die Unterlagen vor. Nun ist Susan rehabilitiert und kann Alec heiraten, so seine Hoffnung.

## Produktion

### Hintergrund
Gedreht wurde der Film vom 25. Juli bis zum 1. September 1949.
Ian McLellan Hunter und Hugo Butler fertigten für Paramount Pictures das Drehbuch A Woman of Distinction an. Paramount verkaufte das Script an Columbia.

### Stab
Robert Peterson war der Art Director, Louis Diage der Szenenbildner, Jean Louis der Kostümbildner. Als Regieassistent fungierte Earl Bellamy, musikalischer Direktor war Morris Stoloff.

### Besetzung
In kleinen nicht im Abspann erwähnten Nebenrollen traten Leslie Banning, Marie Blake, Lucile Browne, Gale Gordon, Myron Healey, Mary Ellen Kay, Hans Moebus, Walter Sande, John Smith,  Charles Trowbridge und Lucille Ball auf.

## Veröffentlichung
Die Premiere des Films fand am 16. März 1950 in New York statt. In der Bundesrepublik Deutschland kam er am 21. August 1951 in die Kinos, in Österreich im Mai 1952.

## Kritiken
Der Filmkritiken-Aggregator Rotten Tomatoes hat in einer Auswertung ein Publikumsergebnis von 25 Prozent positiver Bewertungen ermittelt.
Das Lexikon des internationalen Films schrieb: „Dialoglastige Situationskomödie.“
Bosley Crowther von der The New York Times befand, der Film sei ein Gemisch von Unglücksfällen, in die Russell und Milland involviert sind, und sei nicht mehr als eine cremige Farce, in der der Humor auf physischer Gewalt beruhe. Der Regisseur und die Autoren seien mehr an Slapstick interessiert als an den Charakteren.
Der Kritiker des TV Guide sah ein ziemlich albernes Slapstickkonzept, das nur durch Darsteller wie Russell und Gwenn gerettet und zu einer lebhaften und spaßigen Belustigung werde.